# 八千草薫
八千草 薫（、1931年〈昭和6年〉1月6日 - 2019年〈令和元年〉10月24日）は、日本の女優。
大阪府大阪市出身。宝塚音楽学校卒業。所属事務所は柊企画。愛称は「ヒトミ（ちゃん）」（本名に由来）。公称身長154cm。

## 来歴
幼少時に父を亡くし、母子家庭で育つ。思春期がちょうど戦時中であり、自宅も空襲で焼け、「色のある」「夢のある世界」に飢えていたことから華やかな世界にあこがれた。
聖泉高等女学校（現：プール学院中学校・高等学校）在学中に宝塚音楽学校に宝塚歌劇団34期生として合格し、1947年にとして宝塚歌劇団入団。宝塚入団時の成績は50人中19位。入団当初は『分福茶釜』の狸などコミカルな役を当たり役としたが、1952年『源氏物語』の初演で可憐で無垢な若紫（紫の上の少女時代）を内・外面とも見事に表現し、人気を博した。以降は美貌・清純派の娘役として宝塚の一時代を風靡、同年から劇団内に新設された映画専科に所属した。1951年の『虞美人』、1952年の『ジャワの踊り子』にも出演している。
宝塚在団中から東宝映画などの外部出演をこなしており、当時の「お嫁さんにしたい有名人」の統計で、たびたび首位に輝いた。

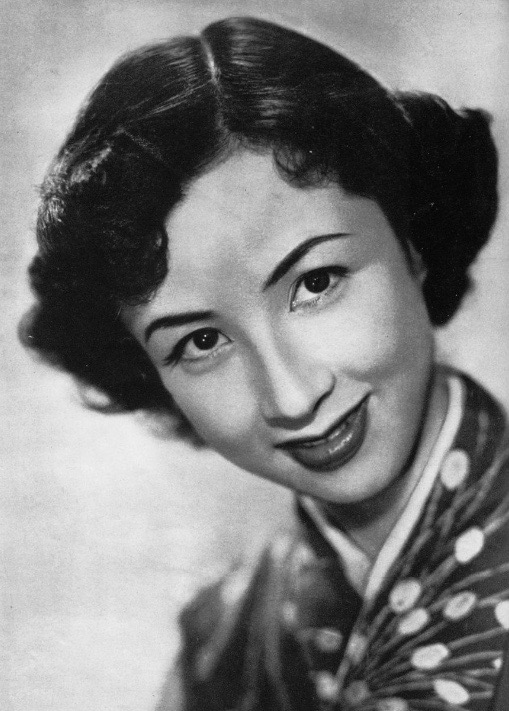
1953年

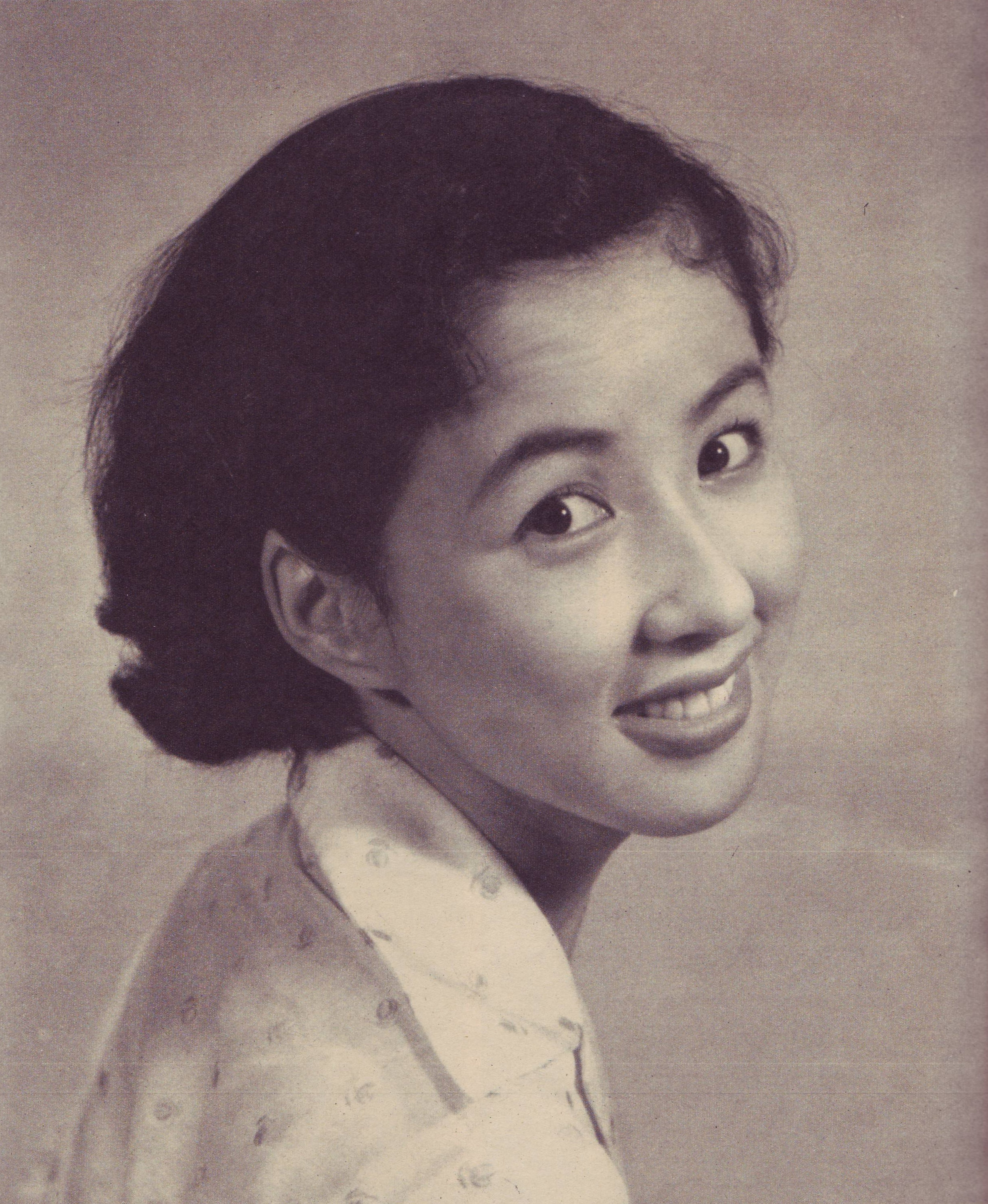
1955年

1957年5月31日付で歌劇団を退団。最終出演公演の演目は花組公演『みにくい家鴨の子／王春讃歌』。
退団後は東宝と専属契約を結んだ後、フリーとなった。テレビドラマでのおっとりとした良妻賢母役が好評を得る。1964年、長門裕之・南田洋子夫妻とともに人間プロダクションの設立に参加。
一方、『岸辺のアルバム』での家族に隠れて不倫する主婦役で従来のイメージを覆し、テレビドラマ史に残る名作と評された。
私生活では1957年に映画監督の谷口千吉と結婚した。人気・好感度絶頂の八千草と、親子ほどの年の差があり、しかも3度目の結婚となった谷口の組み合わせは当時、多方面で話題・波紋を呼んだ。夫婦に子はなかったが、おしどり夫婦として知られ、結婚50年目となった2007年に死別するまで連れ添った。
2010年3月中旬にドラマの撮影中に転倒し、右膝蓋骨を負傷。当初は全治3週間と診断されていたが症状が悪化し、5月開催の第19回日本映画批評家大賞授賞式を欠席した。
2014年、古巣・宝塚歌劇団創立100周年を記念して設立された「宝塚歌劇の殿堂」最初の100人の一人として殿堂入り。
2017年の末に膵臓にがんが見つかり、2018年1月に手術を受ける。予後は良好でドラマ収録や舞台『黄昏』の主演もこなしたが、2019年に入って肝臓にがんが見つかったため、2月9日、同年4月放送開始予定のドラマ『やすらぎの刻〜道』の主演を降板し、休業して治療に専念することを発表。5月26日、理事を務める日本生態系協会のイベントに出席、がんを発表後初めて公の場に登場した。
2019年10月24日午前7時45分、膵臓がんのため東京都内の病院にて死去。88歳没。

## 人物・エピソード
「宝塚時代の経験が、仕事はもちろん、趣味の山歩きでも活きている」と述べており、自然環境保全審議会委員を務めたこともある。
テレビドラマ『赤い疑惑』では、主演の山口百恵のスケジュールの都合で細切れ断片的な収録を余儀なくされたことに納得できず、自ら途中降板した。
宝塚歌劇団に入団した戦後間もない頃に東京公演で銀座を訪れた際、「お寿司が食べたいわぁ」と何気ない発言が食料事情の逼迫していた当時は周囲から顰蹙を買ったこともあった。
映画『蝶々夫人』は、有名なオペラとして世界各地で上演されているが、日本文化の描かれ方がめちゃくちゃで、映画を通じて、世界に正しい日本文化やこの作品の情景を伝えようという旨で制作された。そのため、日本家屋のセットはすべて日本から空輸して、現地（チネチッタ）で渡伊した日本人スタッフ（東宝のスタッフ）が組み立てた本格的なもの。衣装なども空輸した。もちろん、八千草もヒロイン像にふさわしい「日本人女性の象徴」としてのキャスティングである。
また、八千草と共に助演で出演した東郷晴子、伊吹友木子、鳳八千代、淀かほる、梓真弓、筑紫まり、朝日奈世志子ら当時の宝塚歌劇団生徒17名も渡伊した。1954年8月19日に八千草と共に寿美花代がヴェネツィア国際映画祭に参加するために、羽田空港から渡伊した。続いて、同年10月2日、生徒一行も羽田空港からエールフランス航空に搭乗してイタリアへ出発。生徒一行がローマのチャンピーノ空港に到着した模様や映画撮影中の模様を伝えるニュース映画（モノクローム）が現存する。そして、全撮影を終了して、同年11月12日に午後10時羽田空港着のエールフランス航空機で一行は約40日ぶりに帰国した。その後、同年12月28日に八千草が帰国した。当時はまだ海外渡航自由化の遥か前で、大変貴重なヨーロッパ行きとなった。映画制作費は当時の約2億円。
1977年、ヤマハ・パッソルの広告に起用。前年、ホンダが商品化した原動機付自転車・ロードパルは、ソフィア・ローレンを起用して爆発的ヒット。競争相手であったヤマハ発動機は、あえて日本人女優である八千草薫に白羽の矢を立てた。当時、八千草は免許を所有していなかったため、ヤマハの免許センターで取得。実際の撮影は、オーストラリアで行った。「やさしいから好きです。」というキャッチフレーズは、ヤマハとホンダの販売競争（HY戦争）を激化させるきっかけにもなった。
また、橋田壽賀子・石井ふく子両氏の関連作品には、主演・助演関わらず多く出演していた。

## 受賞歴
- 1965年：第12回アジア映画祭助演女優賞
- 1977年：テレビ大賞主演女優賞『岸辺のアルバム』
- 1986年：菊田一夫演劇賞『女系家族』『エドの舞踏会』
- 1987年：都民文化栄誉章
- 1991年：NHK放送文化賞
- 1995年：文化庁長官表彰
- 1997年：紫綬褒章
- 2003年：旭日小綬章（秋）[20]
- 2003年：第16回日刊スポーツ映画大賞 助演女優賞（『阿修羅のごとく』）
- 2004年：第27回日本アカデミー賞 優秀助演女優賞（『阿修羅のごとく』）[21]
- 2004年：第58回毎日映画コンクール「田中絹代賞」
- 2006年：第17回日本ジュエリーベストドレッサー賞（60代以上部門）
- 2009年：第64回毎日映画コンクール 女優助演賞（『ディア・ドクター』）
- 2009年：第34回報知映画賞 助演女優賞（『ディア・ドクター』）
- 2009年：第1回TAMA映画賞 特別賞（『ディア・ドクター』、『ガマの油』）
- 2009年：第33回山路ふみ子映画賞・映画功労賞
- 2010年：第19回日本映画批評家大賞 助演女優賞（『ディア・ドクター』）[22]
- 2015年：名誉都民[23]
- 2017年：第40回日本アカデミー賞 会長功労賞 [24]

## 出演作品

### 映画
- 宝塚夫人（1951年）
- 目下恋愛中（1951年）
- メスを持つ處女（1951年）
- 昔話ホルモン物語（1952年）
- 一等社員 三等重役兄弟篇（1953年）
- 千姫（1953年）
- プーサン（1953年）看護婦・織壁さん
- 旅はそよ風（1953年）
- 金さん捕物帖 謎の人形師（1953年）
- かっぱ六銃士（1953年）
- 喧嘩駕籠（1953年）
- 誘蛾燈（1953年）
- 今宵ひと夜を（1954年）
- 若い瞳（1954年）

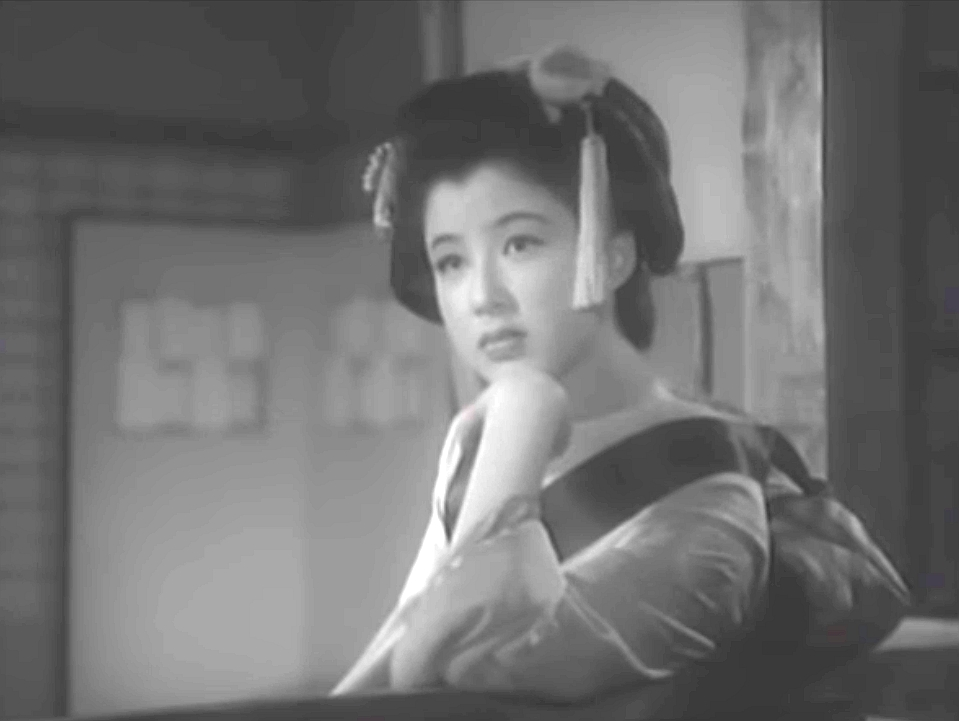
『旅はそよ風』(1953年)

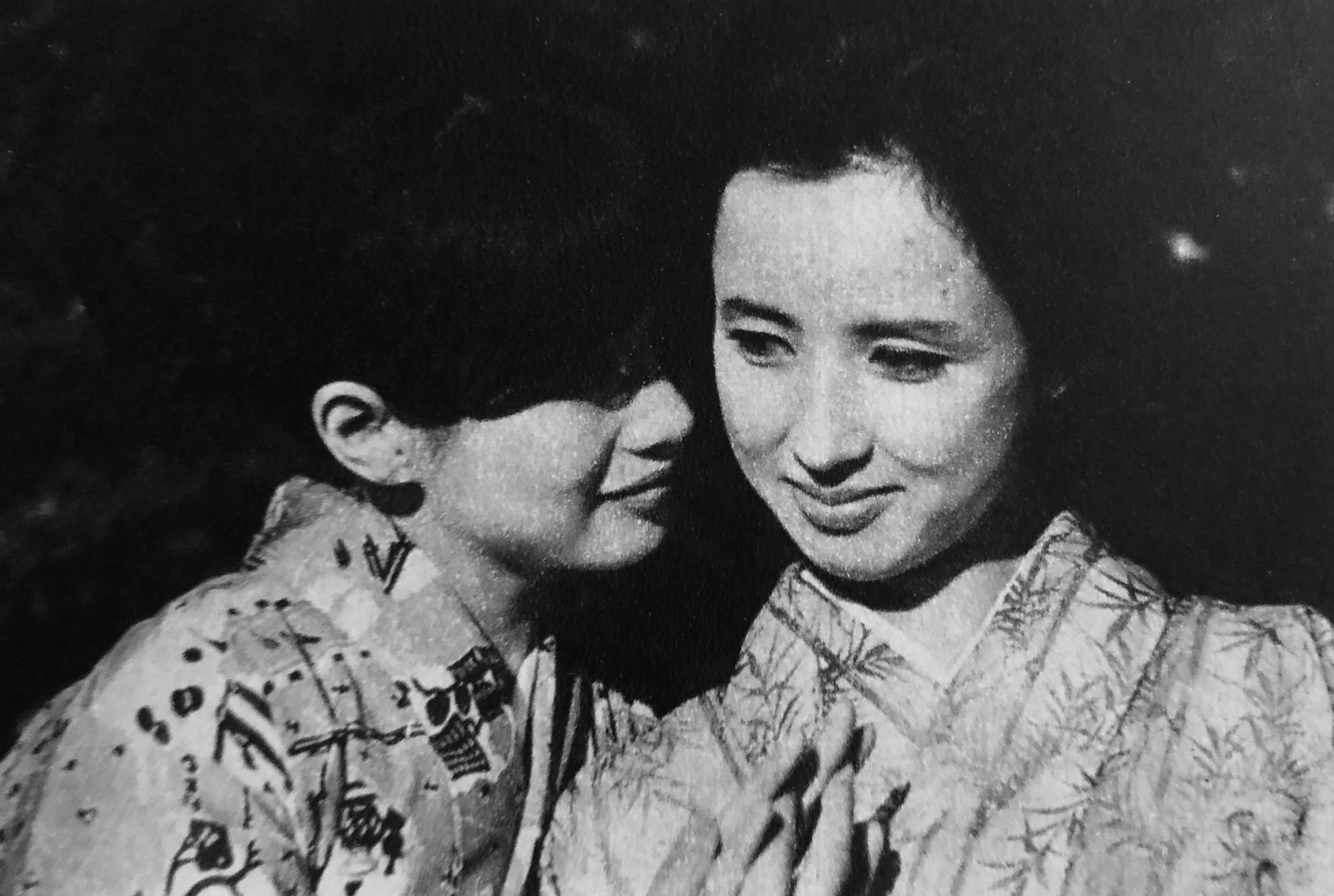
『美しさと哀しみと』（1965年）

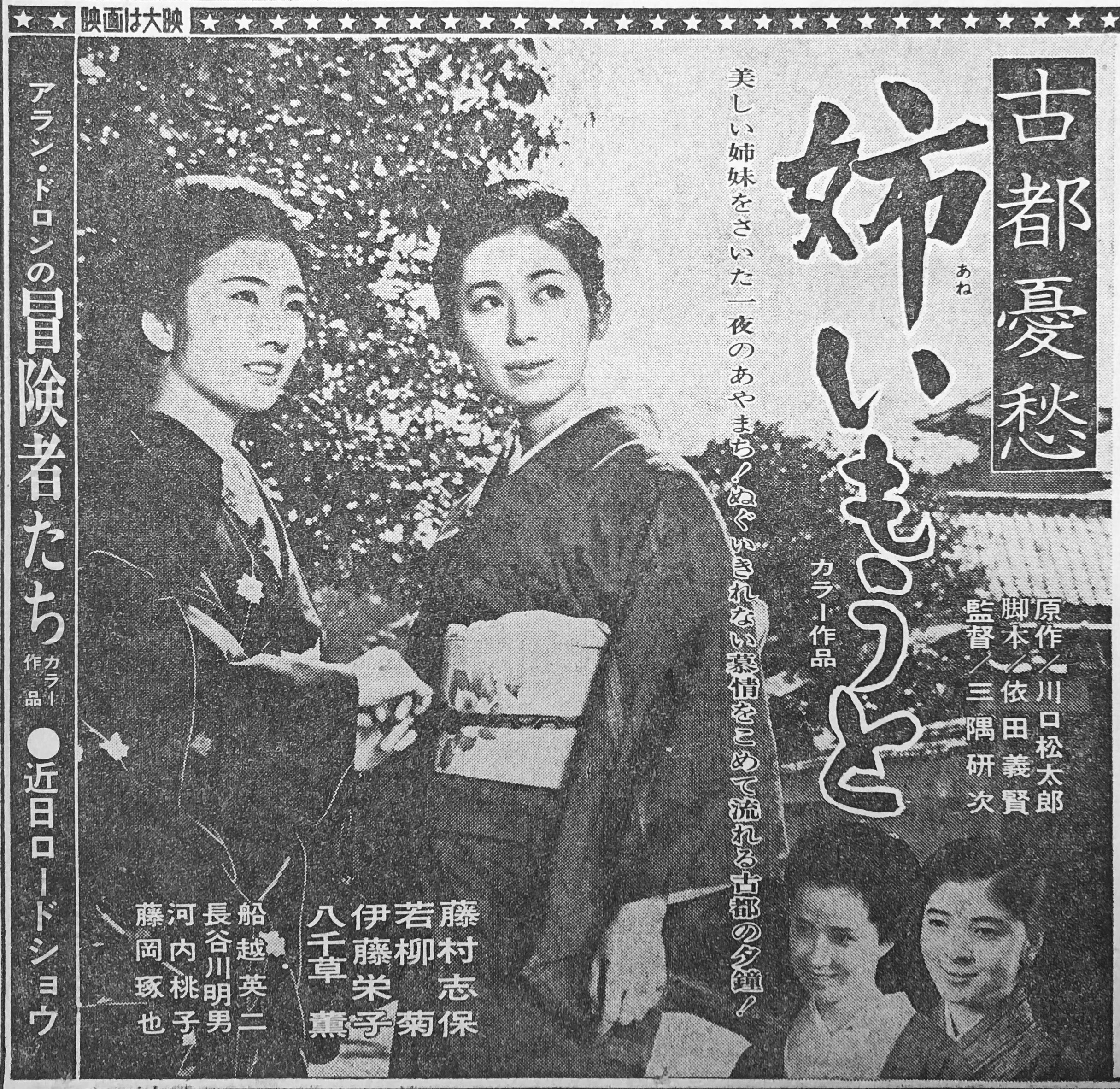
『古都憂愁 姉いもうと』（1967年）

- 宮本武蔵 - お通 役[3]
  - 宮本武蔵 （1954年）[注釈 3]
  - 続宮本武蔵 一乗寺の決斗（1955年）
  - 宮本武蔵 完結篇 決闘巌流島（1956年）
- 蝶々夫人（英語版） （1954年）[注釈 4]
- 夏目漱石の三四郎（1955年）
- くちづけ（1955年）
- 社長シリーズ
  - へそくり社長（1956年）
  - 続へそくり社長（1956年）
- 乱菊物語（1956年）
- 愛情の決算（1956年）
- 白夫人の妖恋（1956年） - 小青 役[3][4]
- 殉愛（1956年）
- 世にも面白い男の一生 桂春団治（1956年）
- 雪国（1957年）
- 生きている小平次（1957年）
- 新しい背広（1957年）
- 銭形平次捕物控 八人の花嫁（1958年）
- 東京の休日（1958年）
- 現代無宿（1958年）
- 旅姿鼠小僧（1958年）
- 喧嘩太平記（1958年）
- 大江戸千両祭（1958年）
- 濡れ髪剣法（1958年）
- 弥次喜多道中記夫婦篇 弥次喜多道中双六（1958年）
- グラマ島の誘惑（1959年）
- 孫悟空（1959年）[4]
- 森の石松幽霊道中（1959年）
- 槍一筋日本晴れ（1959年）
- 天下の大泥棒 白浪五人男（1960年）
- ガス人間第一号（1960年） - 藤千代 役[3][4]
- 新・夫婦善哉（1963年）
- こんにちは赤ちゃん（1964年）
- 団地・七つの大罪（1964年）
- 侍（1965年）
- 日本侠客伝 浪花篇（1965年）
- 美しさと哀しみと（1965年）
- 忍びの者 伊賀屋敷（1965年）
- 悪名無敵（1965年）
- 大殺陣 雄呂血（1966年）
- 古都憂愁 姉いもうと（1967年）
- わが恋わが歌（1969年）
- 朝霧（1971年）
- 男はつらいよ 寅次郎夢枕（1972年）志村千代 役
- 田園に死す（1974年）
- アフリカの鳥（1975年）
- アサンテ サーナ（1975年）
- 不毛地帯（1976年）
- 星と嵐（1976年）
- ブルークリスマス（1978年）
- 英霊たちの応援歌 最後の早慶戦（1979年）
- ハチ公物語（1987年）
- 226（1989年）鈴木たか 役
- いつか どこかで（1992年）
- 宮澤賢治 その愛（1996年）
- 天国までの百マイル（2000年）
- サトラレ TRIBUTE to a SAD GENIUS（2001年）
- 阿修羅のごとく（2003年）
- 交渉人 真下正義（2005年）
- しゃべれどもしゃべれども（2007年）
- きみにしか聞こえない（2007年）
- しあわせのかおり（2008年）
- ガマの油（2009年）
- ディア・ドクター（2009年）
- 引き出しの中のラブレター（2009年）
- 日輪の遺産（2011年）
- 明日に架ける愛（2012年）佐伯茂子役
- ツナグ（2012年）
- 舟を編む（2013年）松本千恵役
- くじけないで（2013年）- 主演・柴田トヨ 役
- ゆずり葉の頃（2015年）- 主演・小河市子 役

### テレビドラマ
- 愛妻物語（1960年、NET）
- 三四郎（1961年、NHK総合）
- 二つの橋（1962年、NHK総合）
- 大河ドラマ（NHK総合）
  - 花の生涯（1963年） - 昌子の方 役
  - 徳川家康（1983年） - 華陽院 役

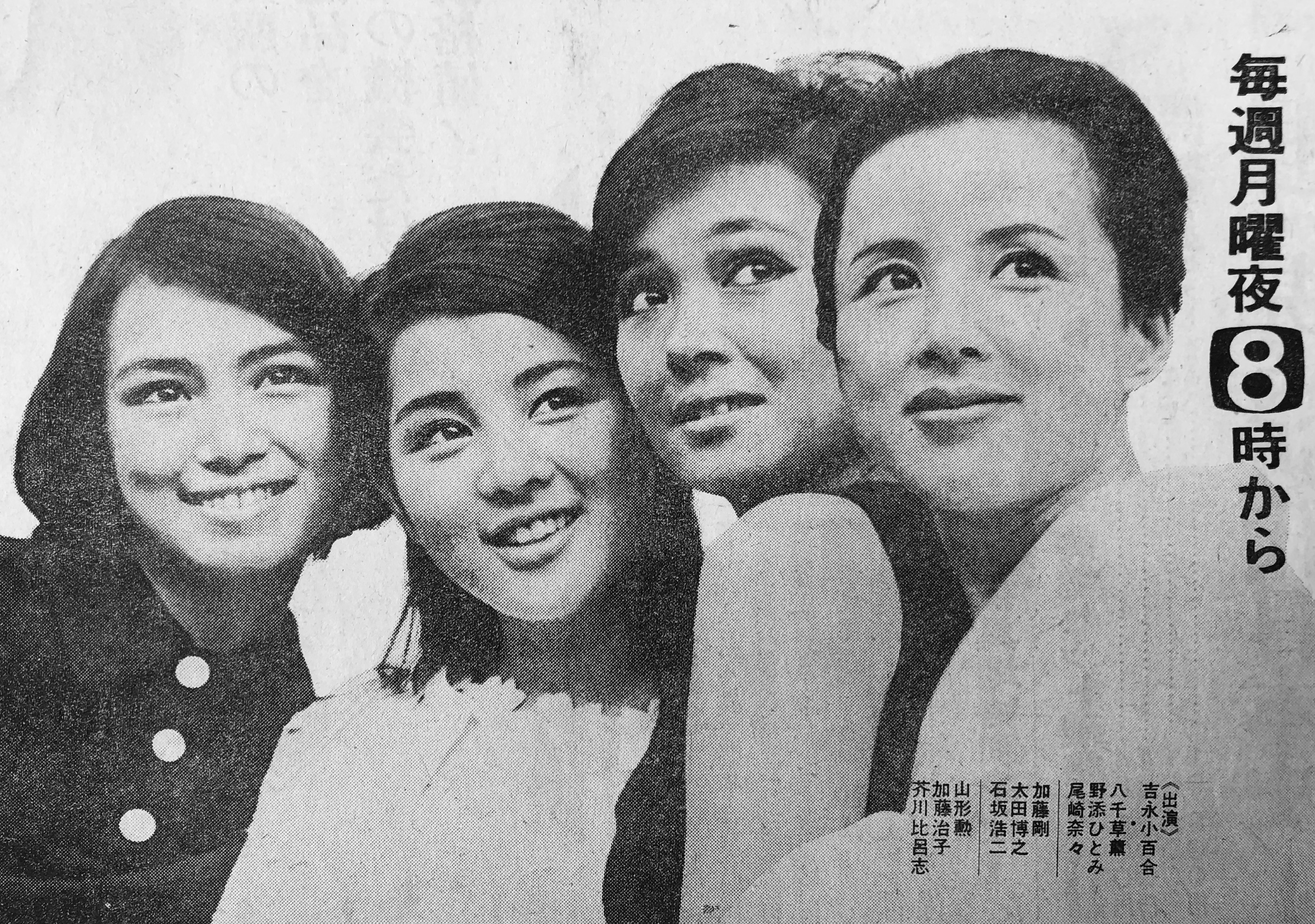
『娘たちはいま』（TBS）

  - 独眼竜政宗（1987年） - 北政所（ねね）役
  - 八代将軍吉宗（1995年） - 宣楊院役
  - 利家とまつ〜加賀百万石物語〜（2002年） - たえ 役
- 日本映画名作ドラマ『お嬢さんカンパイ!』（1963年、NET）
- 虹の設計（1964年、NHK総合）
- がいな奴（1965年、フジテレビ）小山田宗徳と（菊池寛の妻役）共演
- 銭形平次（1966年 - 1969年、フジテレビ） - お静 役
- 船場（1967年、フジテレビ）
- 娘たちはいま（1967年 - 1968年、TBS）
- こゝろ（1968年、毎日放送）
- ややととさん（1969年、よみうりテレビ） - 石橋はな代 役
- 霧の旗（1969年、フジテレビ）- 河野径子役
- 大坂城の女（1970年、フジテレビ） - 細川玉子（ガラシャ）役
- 張込み（1970年、日本テレビ） - さだ子役 [注釈 5]
- マイホーム'70!（1970年、TBS）
- 徳川おんな絵巻（1971年、フジテレビ）ｰ伊予松山編・菊重の方 役
- 東芝日曜劇場（TBS）
  - （第772回）おりょう（1971年、CBC） - おりょう 役
  - （第843回）祇園花見小路（1973年） - 勝次 役
  - ばんえい（1973年、HBC） - 河西しお 役
  - うちのホンカン（1975年 - 1981年、HBC） - 河西さち 役
  - 『伝言（メッセージ）』（1988年） - 京都に住む女性役[25][26]
- 赤ひげ（1972年、NHK総合）
- おやじの嫁さん（1973年、フジテレビ） - 宮田涼子 役
- けったいな人びと（1973年、NHK総合）
- 銀河テレビ小説（NHK総合）
  - 斜陽（1975年） - かず子 役
- 赤い疑惑（1975年、TBS）（第1話-第6話） - 大島敏江 役
- 俺たちの旅（1975年、日本テレビ） - 中谷美保 役
- 前略おふくろ様II（1976年、日本テレビ） - 竹内かや 役
- 岸辺のアルバム（1977年、TBS） - 主演・田島則子 役
- 連続テレビ小説（NHK総合）
  - 風見鶏（1977年） - ナレーション
  - ロマンス（1984年） - ナレーション
  - 君の名は（1991年） - ナレーション
  - やんちゃくれ（1998年） - 水嶋ハル役
- 俺たちの祭（1977年、日本テレビ） - 沢まゆみ 役
- 空は七つの恋の色（1978年、よみうりテレビ） - 矢島里子 役
- 阿修羅のごとく（1979年、NHK総合） - 里見巻子 役
- 遙かな坂（1979年、テレビ朝日） - 逢坂千鶴 役
- ちょっとマイウェイ（1979年 - 1980年、日本テレビ） - 浅井朋子 役
- あめりか物語（1979年、NHK総合） - 勝本律役
- 源氏物語（1980年、TBS） - 桐壺、藤壺二役
- ある日突然?!スパゲティ・ママの青春白書（1980年、テレビ朝日） - 主演・上杉茜 役
- 熱い秋（1980年 - 1981年、TBS） - 主演・加納綾 役
- 美しい悪魔たち（1981年、テレビ朝日） - 主演・別所元子 役
- 茜さんのお弁当（1981年、TBS） - 主演・西木茜役
- 季節が変わる日（1982年11月4日、日本テレビ） - 主演・国吉行子 役
- 土曜ワイド劇場『松本清張の殺人行おくのほそ道』（1983年、テレビ朝日） - 芦名隆子 役
- 新春ドラマスペシャル『序の舞』（1984年1月2日、テレビ朝日）
- 風祭（1984年、フジテレビ） - 主演・新倉三重子 役
- 金曜劇場『いつも輝いていたあの海』（1984年、フジテレビ） - 主演・山里光子 役
- 向田邦子新春スペシャル 第一夜 『眠る盃』（1985年、TBS） - 静枝役[27]
- 女たちの場所（1986年1月3日、フジテレビ）-　主演・百瀬佐和子 役
- シャツの店（1986年、NHK総合） - 磯島由子（いそしまよしこ）役
- わたしの可愛いひと（1986年、フジテレビ） - 主演・沢島頼子 役
- 女と女 華やかな春（1987年1月3日、フジテレビ） - 津久井彩 役
- 隣りの未亡人とおかしな二人（1988年、テレビ朝日） - 主演・平泉春菜 役
- さよなら李香蘭（1989年、フジテレビ） - 山口アイ 役
- 夕陽をあびて（1989年、NHK総合） - 土屋昭子役
- びいどろで候〜長崎屋夢日記（1990年、NHK総合） - 長崎屋女将・かおる 役
- お父さん（1990年、日本テレビ） - 森口頼子 役
- 世にも奇妙な物語 「40年」（1991年、フジテレビ） - 西川雅代 役
- 逃亡者（1992年、フジテレビ） - 加山あや 役
- 西遊記（1993年、日本テレビ） - 観世音菩薩役
- 江戸の用心棒 第1話〜第8話（1994年、日本テレビ / ユニオン映画） - おたか 役
- お玉・幸造夫婦です（1994年、よみうりテレビ） - 主演・音無玉子 役
- 橋田壽賀子ドラマ『女の言い分』（1994年、TBS） - 主演・東愛 役
- 外科医・柊又三郎 第2シリーズ（1996年、テレビ朝日） - 寺島京子 役
- 魚心あれば嫁心（1998年、テレビ東京） - 船津朋江 役
- いちばん綺麗なとき（1999年、NHK総合） - 主演 ※ 脚本 山田太一
- フードファイト（2000年、日本テレビ） - 三好悠子 役
- 長崎ぶらぶら節（2001年、テレビ朝日系）ｰ現在のお雪 役
- アンティーク 〜西洋骨董洋菓子店〜（2001年、フジテレビ） - 白井富貴子 役
- 女と愛とミステリー 文書鑑定人　白鳥あやめの事件ファイル（2002年6月9日、BSジャパン / 6月12日、テレビ東京） - 主演・白鳥あやめ 役
- 愛と青春の宝塚（2002年、フジテレビ） - ナレーター
- 恋人はスナイパー（2001年・2002年、テレビ朝日） - 島村市江 役
- 東京物語（2002年、フジテレビ） - とみ役
- ビッグマネー!〜浮世の沙汰は株しだい〜（2002年、フジテレビ） - 羽田野テルコ 役
- 高原へいらっしゃい（2003年） - 水島絹江 役【特別出演】
- 愛し君へ（2004年、フジテレビ） - 安曇良枝 役
- 輝く湖にて[注釈 6][28]（2004年、NHK総合）
- 星野仙一物語 〜亡き妻へ贈る言葉〜（2005年、TBS） - 相沢公子役
- 象列車がやってきた（2005年、NHK総合） - ナレーター
- 二十四の瞳（2005年、日本テレビ） - 大石民役 役
- 実録・小野田少尉 遅すぎた帰還（2005年） - 小野田タマエ 役
- 恋の時間（2005年、TBS） - 北見房子役
- 白夜行（2006年、TBS） - 唐沢礼子 役
- ひめゆり隊と同じ戦火を生きた少女の記録 最後のナイチンゲール（2006年、日本テレビ） - 照屋サチ 役
- 拝啓、父上様（2007年、フジテレビ） - 坂下夢子 役
- 受験の神様（2007年、日本テレビ） - 梅沢信子 役
- 鯨とメダカ（2008年、フジテレビ） - 今井初 役
- 水曜ミステリー9 夏樹静子サスペンス 湖に佇つ人「鬼の棲む老舗旅館」（2009年、テレビ東京） - 加賀山房江 役[29]
- ありふれた奇跡（2009年、フジテレビ） - 中城静江 役
- やまない雨はない（2010年、テレビ朝日） - 水口ふで 役
- 歸國（2010年、TBS） - 河西洋子（現在）役
- TBS開局60周年記念ドラマ『 99年の愛〜JAPANESE AMERICANS〜』（2010年、TBS） - 平松（松沢）しのぶ（現代編） 役
- いじわるばあさん3（2011年、フジテレビ） - 尚子役
- テンペスト（2011年、NHK BSプレミアム） - 国母 役
- ドラマWスペシャル『學』（2012年、WOWOW） - 風間かや 役
- 最高の離婚（2013年、フジテレビ） - 濱崎亜以子 役
- 母。わが子へ（2013年、毎日放送） - 門間千勢 役
- 月に祈るピエロ（2013年、CBC） - 玉井さくら 役
- 宮本武蔵（2014年、テレビ朝日） - 妙秀尼 役
- 福家警部補の挨拶（2014年、フジテレビ） - 後藤喜子 役
- おかしの家（2015年、TBS） - 桜井明子 役
- 三つの月（2015年10月3日、CBC・TBS） - 小坂綾（繭の義母） 役[30]
- いつかこの恋を思い出してきっと泣いてしまう（2016年、フジテレビ） - 仙道静恵 役
- キッドナップ・ツアー（2016年8月2日、NHK総合） - 清江役[31]
- やすらぎの郷（2017年、テレビ朝日） - 九条摂子 役
- 本日は、お日柄もよく（2017年、WOWOW） - 二ノ宮キク代 役
- 執事 西園寺の名推理 第1シリーズ（2018年、テレビ東京） - 伊集院百合子 役
- やすらぎの刻〜道（2019年 - 2020年、テレビ朝日） - 九条摂子 役 [注釈 7]

### 舞台

#### 宝塚時代
- 『文福茶釜』- 小ダヌキ 役（代役）（花組）（1951年2月1日 - 2月27日、宝塚大劇場）
- 『文福茶釜』- 小ダヌキ 役（本役）（花組）（1951年3月8日 - 4月27日、帝国劇場）
- 『河童まつり』（花組）（1951年6月1日 - 6月29日、宝塚大劇場）
- 『虞美人』- 桃娘 役（有馬稲子と役変わり）（花組）（1951年10月2日 - 10月30日、宝塚大劇場）
- 『ジャニンヌ』（花組）（1951年6月1日 - 6月29日、宝塚大劇場）
- 『源氏物語』- 若紫 役『ブロードウェイ』（花組）（1952年1月1日 - 1月30日、宝塚大劇場）
- 『ジャワの踊り子 (プナリイ・ムラティ)』- アミナ 役（雪組）（1952年10月1日 - 10月30日、宝塚大劇場）
- 『人間萬歳』（雪組）（1954年1月1日 - 1月31日、宝塚大劇場）
- 『みにくい家鴨の子』『王春讃歌』（花組）（1954年3月3日 - 3月30日、宝塚大劇場）

#### 宝塚退団後
- 『がしんたれ 青春篇』（1960年10月 - 芸術座）
- 『放浪記』（1961年）
- 『霧の中』（1968年、日生劇場・劇団欅に客演）
- 『二十四の瞳』（1973年）
- 『土佐堀川』（広岡浅子役、1990年2月から1ヵ月間、東京宝塚劇場で上演）
- 『細雪』（複数回出演）
- 『女系家族』（複数回出演）
- 『華岡青洲の妻』（複数回出演）
- 『黄昏』（2003年5月、2006年12月、2018年8月 - 9月） - 主演・エセル・セイアー 役
- 『晩秋』（2009年11月、明治座）
- 『これはあなたのもの 1943-ウクライナ』（2017年5月-6月、地人会新社）

### アニメ
- 『アガサ・クリスティーの名探偵ポワロとマープル』（2004年、NHK総合）ミス・マープル 役[33]
- 『ジョバンニの島』（2014年、ワーナー・ブラザース映画）現代の佐和子 役

### バラエティ・教養番組
- 第29回NHK紅白歌合戦（1978年12月31日、NHK総合・ラジオ第1） - 審査員
- 夜の指定席（NHK総合） - 司会
- ライオンのごきげんよう（1991年1月7日、フジテレビ） - 第1回ゲスト
- 八月十五日・花の記憶（1995年、NHK総合） - 朗読[34]

他多数

### 広告
- 東芝『冷蔵庫』
- カルピス食品工業『カルピスのお中元』他
- ヤマハ発動機『ヤマハ・パッソル』
- ホーユー『ビゲンヘアカラー』（1983年 - 1993年）
- ホクレン ハム（ナレーション、1984年）
- フンドーキン醬油（1985年頃、九州限定）
- ミヤマ→MDI『レオパレス21』
- 武田薬品工業『いの一番』
- ブロックドラッグジャパン『ポリデント』（1997年 - 2004年）[35]
- アデランス[35]
  - 『イヴファーレ』（2001年）
  - 『イヴサーラ』（2002年 - 2003年）
  - 『イヴクイーン』（2004年）
  - 『イヴファイン・クイック』（2007年）
- イオン化粧品『温泉の恵み』（2005年 - 2009年）[35]
- IDU『マザーズ・オークション』（2006年 - 2007年）[35]
- エバーライフ『皇潤』（2008年 - 2015年）[35]
- ワーナーミュージック・ジャパン『エンヤ』（2009年）[35]
- ACジャパン『日本ナショナル・トラスト協会』（2012年）[35]

## 著書
- 『優しい時間』世界文化社、1999年11月。ISBN 4-418-99537-4。
- 『あなただけの、咲き方で』幻冬舎、2015年1月。ISBN 978-4-344-02714-5。
  - 『あなただけの、咲き方で』幻冬舎〈幻冬舎文庫〉、2021年6月。ISBN 978-4-344-43094-5。
- 『まあまあふうふう。』主婦と生活社、2019年6月。ISBN 978-4-391-15250-0。

## 関連書籍
- 「別冊太陽 宝塚タカラジェンヌ一〇〇 宝塚歌劇団八〇周年記念」（監修・解説/宇佐見正。平凡社）
- 「君美わしく 戦後日本映画女優讃」（川本三郎著。文藝春秋。川本による八千草を含む女優達のインタビュー集）